# Airbus Canada
Airbus Canada Limited Partnership (bis Juni 2019 C Series Aircraft Limited Partnership, kurz CSALP) ist ein kanadischer Flugzeughersteller mit Sitz in Mirabel, Québec.

## Geschichte
Der Flugzeughersteller ist am 23. Juni 2016 durch Bombardier Aerospace mit einer Beteiligung von 50,5 % und die Provinz Québec mit einem Anteil von 49,5 % gegründet worden. In das neu gegründete Unternehmen wurden die Vermögenswerte, Haftung und Verpflichtungen der damaligen Bombardier CSeries, seit Juli 2018 Airbus A220, übertragen.
Airbus und CSALP veröffentlichten im Oktober 2017 ihre Pläne, dass Airbus mit 50,01 % der Anteile die Mehrheit an CSALP übernehmen möchte. Zu diesem Zeitpunkt hielt Bombardier ca. 62 % und Investissement Québec ca. 38 % der Anteile, welche sich dadurch auf 31 % (Bombardier) und 19 % (Investissement Québec) reduzieren würden. Das Board of Directors von CSALP würde zunächst aus sieben Mitgliedern bestehen, von denen vier, darunter der Vorsitzende, durch Airbus, zwei durch Bombardier und eines durch Investissement Québec vorgeschlagen werden dürfen. Diese Übernahme trat am 1. Juli 2018 in Kraft. Am 10. Juli 2018 gab Airbus bekannt, die CSeries in Airbus A220 umzubenennen. Seit dem 1. Juli 2019 firmiert der Flugzeughersteller als Airbus Canada Limited Partnership.
Anfang 2020 gab Bombardier schließlich seine restlichen Anteile von Airbus Canada ab. Airbus hält nun 75 % und Québec 25 % der Anteile.

## Flugzeugmodelle

### Airbus A220

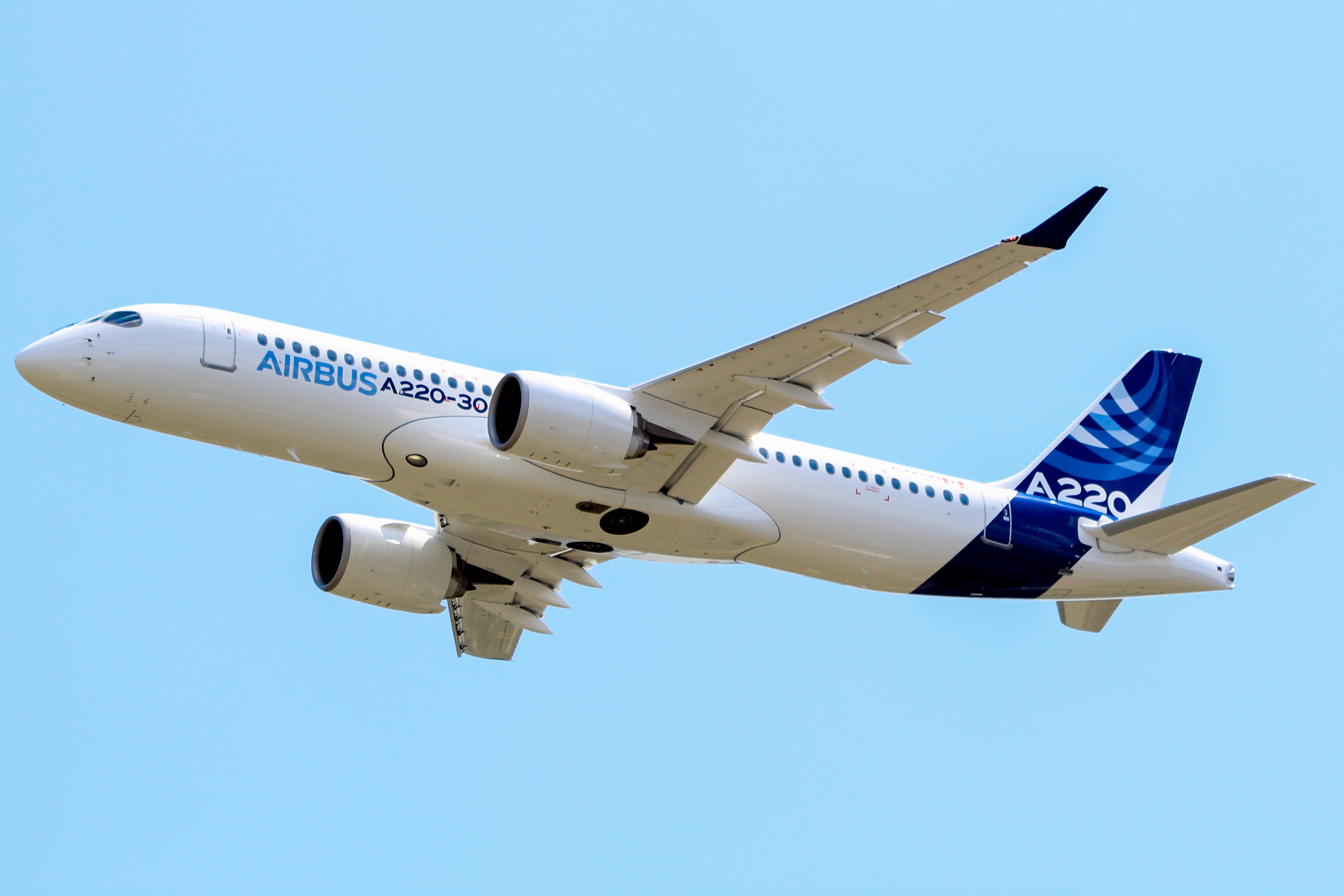
Airbus A220-300

Der Airbus A220 (bis zum 10. Juli 2018 Bombardier CSeries) ist eine Flugzeugfamilie mit einer Kapazität von 120 bis 135 Sitzplätzen beim Airbus A220-100 (vormals CS100) und 130 bis 160 Plätzen beim Airbus A220-300 (vormals CS300).